# Свись
Свись — річка в Україні у Білоцерківському районі Київської області. Права притока річки Боярки (басейн Південного Бугу).

## Опис
Довжина річки приблизно 6,70 км, найкоротша відстань між витоком і гирлом — 6,20 км, коефіцієнт звивистості річки — 1,08. Формується декількома струмками та загатами. На деяких ділянках річка пересихає.

## Розташування
Бере початок на північно-східній стороні від села Антонівки. Тече переважно на північний захід через село Круті Горби і на південно-західній стороні від села Ківшовата впадає в річку Боярку, ліву притоку річки Гнилого Тікичу.

## Цікаві факти
- На річці існують газові свердловини[3].